# دانکن دی. هانتر
دونکان دی. هانتر (به انگلیسی: Duncan D. Hunter) نمایندهٔ حوزه انتخابیه پنجاهم کالیفرنیا از جمهوری‌خواه در مجلس نمایندگان ایالات متحده آمریکا است که برای نخستین‌بار در ۱۱ ژانویه ۲۰۰۹ میلادی به‌عضویت این مجلس درآمد.